# آشچیسای (مغالجار)
آشچیسای (به قزاقی: Ashchisay) یک روستا در قزاقستان است که در شهرستان مغالجار واقع شده‌است. آشچیسای ۳۵۲ متر بالاتر از سطح دریا واقع شده‌است.